# 손학규
손학규(孫鶴圭, 1947년 11월 22일 ~ )는 대한민국의 대학 교수 출신 정치인이다. 정계 입문 이전에는 서강대 정치외교학과 교수직을 지냈다. 이후 정계에 입문해 제33대 보건복지부 장관과 제31대 경기도지사 그리고 제14-16·18대 국회의원을 역임하였다. 본관은 밀양이며 경기도 시흥 출생이다.

## 생애
1947년 경기도 시흥군 동면 시흥리(현 서울특별시 금천구 시흥동)에서 교사로 근무하던 아버지 손병화와 어머니 양현자의 5남 2녀 중 막내로 태어났다. 아버지는 교사로 생활하다가 그가 태어날 무렵에 교장으로 승진했지만, 그가 4살 되던 해인 1950년 1월에 교통사고로 사망했다. 이후 손학규와 그의 형제들은 홀어머니를 모시며 어려운 환경에서 자랐다. 1959년에 서울매동국민학교를 졸업하였다. 이후 경기중학교를 졸업하였고 1962년 경기고에 입학한 손학규는 3학년 무렵에 대학생들과 함께 시청 앞 국회의사당에서 한일협정 반대투쟁에 참가하였다.
1965년에 서울대 정치학과에 입학한 후 한일협정 반대투쟁에 거의 빠짐없이 참가했다. 투쟁이 끝난 뒤 시인 김지하, 김정남, 김도현, 이현배, 허현 등의 선배들과 활동하며 문리대 학생운동의 중심으로 들어섰다. 대학 2학년 무렵 삼성그룹의 사카린 밀수 사건 규탄 시위에 참여했다가 무기 정학을 받았다. 무기 정학 중에 데모를 해서 다시 무기 정학을 받았다. 연이어 무기 정학을 받은 손학규는 강원도 함백탄광에 가서 광부 노동자들과 함께 노동했다. 나중에 복학한 그는 전태일 평전을 쓴 조영래 변호사, 김근태 전 민주통합당 상임고문과 더불어 서울대 삼총사로 불리며 학생운동을 주도했다.
대학을 졸업한 손학규는 1969년 육군에 입대(군번 61006472)하여 1972년에 병장 만기 전역한다. 군대에서 제대한 손학규는 소설가 황석영과 함께 구로공단에 작은 자취방을 얻어 노동운동에 뛰어들었다. 노동운동을 하던 손학규는 한국에서 에큐메니컬 운동을 전개하고 있는 진보 기독교 단체 NCCK의 박형규 목사를 만나 기독교 빈민선교운동에 투신한다. 해방신학으로부터 영향을 받고 전태일로부터 충격을 받은 한국의 에큐메니컬운동은 도시산업선교를 통하여 노동자와 빈민의 인권문제를 위해 활동했다. 청계천에서 빈민들과 같이 생활하던 손학규는 1년 동안 감옥살이를 했다.
1970년대 중반부터 민주세력을 본격적으로 탄압하기 시작한 유신독재체제는 박형규, 김관석, 권호경 목사 등을 구속시켰고 손학규를 검거하기 위해 현상금 200만 원에 2계급 특진을 걸었다. 손학규는 2년 동안 숨어 살며 원주의 사과 과수원, 서울의 철공소에서 일했다. 손학규는 어머니의 장례식에 참석하기 위해 왔다가 경찰에 연행되었다. 이후 기독교 사회운동에 몸담고 있었던 손학규는 부마항쟁이 일어나자 민주화운동을 전국으로 확산하기 위해 부산으로 내려가 최성묵 목사 등을 만나 사후 대책을 논의하다가 수사당국에 검거된다. 김해 보안대로 연행되어 48시간을 무작정 두들겨 맞고 문초를 당하던 손학규는 유신독재체제가 붕괴하면서 가까스로 목숨을 건졌다.
서울의 봄이 한창이던 1980년 봄에 손학규는 WCC로부터 장학금을 받아서 옥스퍼드대학교로 유학을 떠났다. 1987년에 석·박사과정을 마치고 국내로 돌아온 손학규는 5공 말기에 한국기독교사회문제연구원 원장을 맡아 부천서 성고문 사건 자료집인 우리의 딸 권양이라는 보고서를 내고 각종 노동운동을 전개하는 등 민주화와 인권을 위한 활동을 재개했다. 1988년부터 1990년까지 인하대학교 정치외교학과 교수, 1990년에서 1993년까지 서강대학교 정치외교학과에서 교수를 역임했다. 교수 시절 동안 손학규는 진보적인 소장학자로 명성을 떨치며 최장집 등 진보적인 학자들과 두터운 친분을 쌓으며 한국 사회의 미래에 관하여 토론했다.
재야의 대표적인 인사였던 손학규는 1993년에 민주자유당에 입당하여 정계에 입문하였다. 이후 보궐 선거에서 경기도 광명시에서 당선되며 제14대 국회의원이 되었으며, 제15대 총선에서도 신한국당 소속으로 승리해 재선에 성공했다. 1996년 11월에 제33대 보건복지부 장관이 되었다. 당시로서는 최연소 장관 기록이었다. 1997년 8월까지 보건복지부 장관을 역임한 손학규는 2000년 제16대 총선에서 한나라당 소속으로 당선되어 3선 국회의원이 되었으며, 2002년에는 민선 3기 경기도지사가 되었다. 노무현 정부 세종시 수도 이전 추진 당시 경기도지사에 재임 중이었다
2007년 3월에 한나라당을 탈당하였다. 2007년 8월 민주평화계의 대통합을 이루어 내고 대통합민주신당에 참여했다. 이후 대통합민주신당의 대선 후보 경선에 출마하였으나 정동영에게 패해 2위로 낙선했다.
2008년 1월에 대통합민주신당의 대표로 선출된 손학규는 민주당과 통합을 성사시켜 단일 야당 통합민주당을 출범시켰다. 이후 2008년 4월 18대 총선에서 당을 이끌었으나 299석 중 81석을 얻는 데 그치자 7월 6일 통합민주당 대표직을 사임하고 반성의 시간을 갖겠다며 강원도 춘천으로 떠나 칩거했다.
그는 2010년 8월 15일, 춘천을 떠나며 〈"함께 잘 사는 나라"를 만들겠습니다〉라는 글을 발표하면서 신자유주의를 비판하고 "시혜적 복지, 잔여적 복지가 아니라 보편적 복지"를 강조했으며 "진보적 자유주의의 새로운 길이 추구하는 사회는 정의로운 복지사회로서 공동체주의와 보편적 복지를 기본 이념으로 할 것"이라며 정계에 복귀했다.
2010년 10월 3일, 인천 문학경기장에서 열린 민주당 전당대회에서 신자유주의 노선에 대한 반성과 무상복지를 내용으로 하는 보편적 복지의 새로운 노선을 제시하고 당대표로 선출되었다.
민주당 대표가 된 손학규는 2010년 12월 8일부터 12월 28일까지 전국을 돌며 민주대장정을 전개했으며, 2011년 1월 3일부터 다시 전국을 돌며 시민들의 건의와 주장을 경청하고 민주당의 보편적 복지 노선을 설명하고 토론하는 희망대장정을 전개했다.
2011년 10월 4일, 민주당이 서울시장 후보로 내세운 후보 박영선 의원이 야권 후보 단일화 경선에서 패배하자 손학규 대표는 책임을 지고 사퇴를 선언했으나, 박영선 등 다수 민주당 의원들의 강력한 반대에 하루만에 대표직 사퇴를 철회해 논란을 빚기도 했다.
손학규는 2012년 6월 14일 제18대 대통령 선서 출마를 선언하였다. 그러나 민주통합당 국민 참여 경선 결과 손학규는 문재인에게 패하여, 후보로 선출되지 못했다. 이후 문재인이 대선에서 패함으로써, 정권 교체는 실패하였다.
2013년 10월, 손학규는 10·30 경기 화성갑 보궐 선거 불출마를 선언했다. 이에 민주당은 손학규를 화성갑에 전략공천하는 방안을 내세웠으나, 그는 "대선에 패배, 정권을 내주게 한 죄인이 1년도 채 지나지 않아 국회의원 선거에 출마하는 게 국민 눈에 아름답게 비쳐지지 않을 것"이라며 "내 입장에서 아무리 희생과 헌신을 한다고 생각해도 국민 눈에는 욕심으로 여겨질 것이다. 국민 눈으로 당과 나를 되돌아보니 이 결론에 도달했다"며 고사했다.
2014년 6월 4일 제6회 전국동시지방선거 때 공동선대위원장을 맡았다. 2014년 7월 31일, 7·30 수원 병 재보궐선거에 출마했으나 새누리당 김용남 후보에 패하자 정계 은퇴를 선언하고 전남 강진군 만덕산 자락에 있는 토굴로 들어갔다.
2016년 10월 20일 손학규는 오랜 산중 생활을 마치고 제7공화국으로의 개헌을 명분으로 정계 복귀를 선언하며, 최측근인 이찬열 의원과 함께 더불어민주당을 전격 탈당하였다. 2017년 2월 8일 손학규는 자신의 정치기반인 국민주권개혁회의와 국민의당의 통합을 선언하였다. 2018년 9월 2일 27.02%의 득표율로 바른미래당 대표에 당선되었다.
2020년 4월 15일 대한민국 제21대 국회의원 선거에서 민생당 비례대표 14번(1번 정혜선, 2번 이내훈, 3번 김정화, 4번 김종구, 5번 장정숙, 6번 이관승, 7번 최도자, 8번 황한웅, 9번 서진희, 10번 한지호, 11번 고연호, 12번 김지환(사퇴), 13번 문정선, 14번 손학규, 15번 한성숙, 16번 이봉원(사퇴), 17번 이시은(사퇴), 18번 김선미(탈당으로 인한 등록 무효), 19번 이숙자, 20번 조환기, 21번 추민아(사퇴))으로 출마하였으나 낙선하였다. 그의 당인 민생당 또한 비례 2.7%, 지역구 0석으로 기존 22석에서 0석으로 참패하였다.

## 약력
- 1966년 한국비료 사카린 밀수 규탄 시위로 이중 무기정학 처분. 법대의 조영래, 상대의 김근태와 같이 학생운동하며 서울대 삼총사로 불림.
- 1969년 민주화운동 관련 1년 투옥, 4학년 때 군 입대 병장 제대.
- 1973년 소설가 황석영과 노동운동 시작. 구로공단의 전자회사와 목공장에 위장취업. 이후 도시산업선교회의 박형규 목사와 함께 청계천 판자촌에서 빈민운동 전개. 수배자로 2년간 도피생활. 원주농장에서 막노동. 서울특별시 마포구 합정동의 철공소에서는 용접 일을 함. 대학 3학년 때 미팅에서 만난 이윤영과 7년 연애 끝에 결혼. 수배 중 모친 장례식에서 체포. 사건 종결 후 KNCC(지금의 NCCK)의 교회와 사회 위원회 간사 역임.
- 1979년 부마항쟁 진상조사시 마산시에서 계엄사령부에 체포되어 김해보안대에 수감. 이틀간 취조 없이 구타로 사망 직전에 이르렀다가 박정희 사망으로 풀려남.
- 1980년 영국 유학 중 한국기독교사회문제연구원 원장을 맡아 부천서 성 고문 사건 자료집인 '우리의 딸 권양'이라는 보고서를 내고 각종 노동운동을 전개하는 등 민주화와 인권을 위한 활동을 재개
- 1989년 인하대학교, 서강대학교 정치학 교수.
- 1993년 경기도 광명시 국회의원 보궐선거(제14대) 당선.
- 1996년 제15대 총선에 재선 성공, 5월 18일을 국가 기념일로 건의 시행함.
- 1996년 11월~1997년 8월 보건복지부 장관.
- 2000년 제16대 총선에서 3선 성공, 총재 제도 폐지. 상향식 공천제 도입. 당권-대권 분리 등을 주장. 여, 야 모두에서 채택함.
- 2002년 6월 13일 민선3기 경기도지사후보로 당선.
- 2007년 대한민국 제17대 대통령 선거, 대통합민주신당 예비후보로 국민경선에 참여.
- 2008년 1월 대통합민주신당 대표로 선출.
  - 4월 제18대 총선에서 통합민주당 후보로 종로에 출마하여 낙선.
  - 7월 6일 통합민주당 대표직 퇴임
- 2010년 10월 3일 인천 전당대회에서 민주당 대표로 선출.
- 2011년 4월 27일 제18대 국회의원 경기도 성남시 분당구 을선거구 보궐선거 당선
- 2014년 7월 30일 경기도 수원시 팔달구(수원 병) 선거구 재보궐선거에 출마했으나 낙선, 정계 은퇴 선언.
- 2017년 2월 7일 정치적 지원조직인 국민주권개혁회의와 국민의당을 통합해 입당하였다.

## 학력
- 1959년 서울매동국민학교 졸업
- 1962년 경기중학교 졸업
- 1965년 경기고등학교 졸업
- 1969년 서울대학교 문리과대학 문학부 정치학 학사
- 1982년 옥스퍼드대학교 대학원 정치학 석사
- 1987년 옥스퍼드대학교 대학원 정치학 박사

## 경력
- 1977년~1979년 한국기독교교회협의회 인권운동 간사
- 1986년~1987년 한국기독교사회문제연구원장
- 1988년~1990년 인하대학교 정치외교학과 교수
- 1990년~1993년 서강대학교 정치외교학과 교수
- 1992년~1993년 서강대학교 사회과학연구소 소장
- 1993년 4월 9일: 1993년 4월 재보궐선거 당선(경기 광명시, 민주자유당, 초선)
- 1993년 4월~1996년 5월 제14대 국회의원(경기 광명시, 민주자유당→신한국당, 초선)
- 1994년 민주자유당 부대변인
- 1995년 민주자유당 대변인
- 1995년~1996년 신한국당 대변인
- 1996년 신한국당 제1정책조정위원장
- 1996년 4월 11일: 대한민국 제15대 국회의원 선거 당선(경기 광명시 을, 신한국당, 재선)
- 1996년 5월~1998년 4월 제15대 국회의원(경기 광명시 을, 신한국당→한나라당, 재선)
- 1996년~1997년 8월 제33대 보건복지부 장관
- 1998년 한나라당 조순 총재 비서실장
- 1999년 한나라당 뉴밀리니엄위원회 비전21세기분과 위원장
- 2000년 한나라당 당무위원
- 2000년 4월 13일: 대한민국 제16대 국회의원 선거 당선(경기 광명시, 한나라당, 3선)
- 2000년 5월~2002년 5월 제16대 국회의원(경기 광명시, 한나라당, 초선)
- 2002년 6월 13일: 제3회 전국동시지방선거 당선(민선 3기, 경기도지사, 한나라당, 초선)
- 2002년 7월~2006년 6월 제31대 경기도지사(민선 3기, 한나라당, 초선)
- 2007년 동아시아미래재단 상임고문
- 2007년 9월~2007년 10월: 제17대 대통령 선거 대통합민주신당 대통령 경선후보(최종 2위)
- 2008년 1월~2008년 2월 대통합민주신당 대표
- 2008년 2월~2008년 4월 통합민주당 공동대표
- 2010년 10월~2011년 12월 민주당 대표
- 2010년 10월~2011년 12월 민주정책연구원 이사장
- 2011년 4월 28일: 2011년 상반기 재보궐선거 당선(경기 성남시 분당구 을, 민주당, 4선)
- 2011년 4월~2012년 5월 제18대 국회의원(경기 성남시 분당구 을, 민주당→민주통합당, 4선)
- 2011년~2013년 민주통합당 상임고문
- 2012년 8월~2012년 9월 제18대 대통령 선거 민주통합당 대통령 경선후보(최종 2위)
- 2013년~2014년 민주당 상임고문
- 2014년~2015년 새정치민주연합 상임고문
- 2015년~2016년 더불어민주당 상임고문
- 2017년 국민주권개혁회의 의장
- 2017년~2018년 국민의당 상임고문
- 2017년 3월~2017년 4월 제19대 대통령 선거 국민의당 대통령 경선후보(최종 2위)
- 2017년 4월~2017년 5월 제19대 대통령 선거 국민의당 안철수 대통령 후보 상임선거대책위원장
- 2018년 5월~2018년 6월 제7회 전국동시지방선거 바른미래당 중앙선거대책위원장
- 2018년 바른미래당 상임고문
- 2018년 9월~2020년 2월 바른미래당 대표
- 2018년 9월~2020년 2월 바른정책연구원 이사장
- 2020년 3월~2020년 4월 제21대 국회의원 선거 민생당 상임선거대책위원장
- 2020년~2021년 민생당 상임고문
- 2021년~ 재단법인 동아시아미래재단 이사장
- 2021년 11월~2021년 12월: 제20대 대통령 선거 무소속 대통령 예비후보(사퇴)

## 논문
- 1990년 한국민중운동의 역사적 성격, 국제정치논총 29집 2호
- 1990년 한국민주화의 의미와 당면과제, 한국사회의 인식논쟁
- 1991년 반체제운동의 이념적 기초, 한국정치사상

## 저서
- 1989년 《Authoritarianism and opposition in South Korea》 ISBN 978-0-415-03550-7
- 1990년 《한국사회 인식논쟁》(공저)-법문사
- 1993년 《한국정치와 개혁》-한울사 ISBN 978-89-460-2035-1
- 1998년 《경기2002 새로운 희망의 중심지》-한울사
- 2000년 《진보적 자유주의의길》 ISBN 978-89-88045-79-4
- 2006년 《손학규와 찍새 딱새들》 ISBN 978-89-8120-316-0
- 2007년《길 위에서 민심을 만나다》 ISBN 978-89-958514-3-2
- 2007년《대한민국 손학규를 발견하다》 ISBN 978-89-255-0819-1
- 2012년 《저녁이 있는 삶》-폴리테이아 ISBN 978-89-92792-31-8

## 상훈
- 2000년 백봉 나용균선생 기념사업회 제2회 백봉신사상
- 2001년 백봉 나용균선생 기념사업회 제3회 백봉신사상
- 2001년 평등부부상
- 2005년 한국을 빛낸 CEO-글로벌 경영 부문

## 가족 관계
- 아버지: 손병화(1906년 ~ 1950년)
- 어머니: 양현자(1909년 ~ 1978년)
  - 배우자: 이윤영(1947년 3월 4일 ~ )
    - 장녀: 손원정(1974년 6월 30일 ~ )
    - 차녀: 손원평(1979년 4월 21일 ~ )

## 역대 선거 결과
|  | 44.94% |

|  | 42.65% |

|  | 45.69% |

|  | 47.35% |

|  | 58.37% |

|  | 44.76% |

|  | 51.00% |

|  | 45.04% |

|  | 2.71% |

## 소속 정당
| 소속 정당 | 소속 정당        | 소속 기간 | 비고           |
| --------- | ---------------- | --------- | -------------- |
|           | 민주자유당       | 1993~1995 | 정계 입문      |
|           | 신한국당         | 1995~1997 | 당명 변경      |
|           | 한나라당         | 1997~2007 | 합당           |
|           | 무소속           | 2007      | 탈당           |
|           | 대통합민주신당   | 2007~2008 | 창당           |
|           | 통합민주당       | 2008      | 합당           |
|           | 민주당           | 2008~2011 | 당명 변경      |
|           | 민주통합당       | 2011~2013 | 합당           |
|           | 민주당           | 2013~2014 | 당명 변경      |
|           | 새정치민주연합   | 2014~2015 | 합당 정계 은퇴 |
|           | 더불어민주당     | 2015~2016 | 당명 변경      |
|           | 무소속           | 2016~2017 | 탈당 정계 복귀 |
|           | 국민주권개혁회의 | 2017      | 창당준비위원회 |
|           | 국민의당         | 2017~2018 | 입당           |
|           | 바른미래당       | 2018~2020 | 합당           |
|           | 민생당           | 2020~2021 | 합당           |
|           | 무소속           | 2021~현재 | 탈당 정계 은퇴 |

## 같이 보기
- 광명시 (1988년 선거구)
- 광명시 을 (1996년 선거구)
- 광명시 (2000년 선거구)
- 광명시의 국회의원
- 성남시 분당구 을
- 성남시 분당구의 국회의원
- 대한민국의 보건복지부 장관
- 경기도지사

## 참고 문헌
- 손학규 - 대한민국헌정회